# Overmaat
In een chemische reactie is een reactant in overmaat aanwezig als voor het verlopen van de reactie de hoeveelheid van dat reactant niet beperkend is. Zelfs als de reactie helemaal verlopen is (aflopende reactie), resteert er van een reactant die in overmaat aanwezig was nog een hoeveelheid.
Een overmaat van een reactant kan worden gebruikt om reacties in evenwicht te laten aflopen: doordat de concentratie van de reactant in overmaat ook na de reactie hoog blijft, wordt het evenwicht naar de kant van de reactieproducten gedwongen. Daardoor wordt alle toegevoerde andere reactant efficiënt gebruikt. Dit kan nuttig zijn als een van de reactanten relatief duur is, of als een van de reactanten moeilijk te scheiden is van het gewenste reactieproduct.
Een reactant die in overmaat aanwezig is vormt daardoor niet het limiterend (beperkend) reagens voor de reactie.
Technisch gezien is stof A in de algemene reactie
{\displaystyle a\ \mathrm {A} +b\ \mathrm {B} \rightarrow c\ \mathrm {C} +d\ \mathrm {D} }
in overmaat wanneer de verhouding van de beginhoeveelheid {\displaystyle n_{\mathrm {A,0} }} op het voorgetal {\displaystyle a} groter is dan die verhouding voor de andere stof (B), i.e. wanneer
{\displaystyle {\frac {n_{\mathrm {A,0} }}{a}}>{\frac {n_{\mathrm {B,0} }}{b}}}